# لیندا ایمند
لیندا ایمند (انگلیسی: Linda Emond؛ زادهٔ ۲۲ مهٔ ۱۹۵۹) هنرپیشه اهل ایالات متحده آمریکا است.

## گزیدهٔ آثار

### سینما
- عروسی جنی (۲۰۱۵)
- اولدبوی (۲۰۱۳)
- جولی و جولیا (۲۰۰۹)
- شخص گمشده (۲۰۰۹)
- مبادله (۲۰۰۷)
- سرزمین شمالی (۲۰۰۵)
- آب تیره (۲۰۰۵)
- پولاک (۲۰۰۰)

### تلویزیون
- همسر خوب (۲۰۱۲–۲۰۱۰)